# Wilhelm Steinsdorff

Wilhelm Steinsdorff

Wilhelm Ferdinand Gustav Steinsdorff (* 2. November 1864 in Berlin; † 14. Dezember 1938 in Zittau) war ein deutscher Politiker (DDP).

## Leben und Wirken
Nach dem Besuch der Chrandorffschen höheren Knabenschule in Berlin absolvierte Steinsdorff eine vierjährige Lehre als Schriftsetzer in Berlin. Durch eine zweijährige praktische Gehilfentätigkeit als Angestellter machte er sich mit dem Verlagsbuchhandel vertraut. Während dieser Zeit redigierte Steinsdorff nebenberuflich auch verschiedene Zeitschriften. Inspiriert durch diese Tätigkeit wandte er sich schließlich ganz dem Journalismus zu: In diesem Feld betätigte er sich zunächst als freier Tagesschriftsteller, dann als Redakteur. 1896 schloss Steindorff sich der Redaktion der Zittauer Morgenzeitung an, deren Chefredakteur er 1904 wurde. 1908 wurde er schließlich Besitzer des Verlages und der Druckerei der Morgenzeitung.
Im Januar 1919 wurde Steinsdorff als Kandidat der Deutschen Demokratischen Partei (DDP) für den Wahlkreis 28 (1. Sachsen) in die Weimarer Nationalversammlung gewählt, der er bis zum Zusammentritt des ersten Reichstages der Weimarer Republik im Juli 1920 angehörte.